# Tammi Terrell
Tammi Terrell, artiestennaam van Thomasina Winifred Montgomery (Philadelphia, 29 april 1945 – aldaar, 16 maart 1970), was een Amerikaanse soulzangeres. Ze boekte haar grootste successen tussen 1967 en 1969 in duetten met Marvin Gaye, maar stierf al jong aan de gevolgen van een hersentumor.

## Levensloop

### Vroege carrière
Tammy Montgomery groeide op in Germantown (Philadelphia). Haar vader Thomas Montgomery (1907-1980) had een kapperszaak en was ook actief in de politiek, haar moeder Jennie Graham (1917-1983) was actrice.
'Tommie', zoals de familie haar noemde, zong al vroeg solo in het kerkkoor van de Jane Methodist Church en won als kind een talentenjacht. Als tiener stond ze in het voorprogramma van Gary U.S. Bonds en toerde rond met Chubby Checker en Patti LaBelle. Ze was ook korte tijd lid van The Sherrys, een r & b-meidengroep, opgericht door Little Joe Cook. Ze begon na haar eindexamen aan de studie geneeskunde aan de University of Pennsylvania, maar gaf na twee jaar de voorkeur aan de zangcarrière waaraan ze al bezig was.
Ze kreeg al in 1961 een eerste platencontract bij het kleine label Scepter Records (later Wand Records) van Luther Dixon, waar ze haar debuut maakte met het door hem geschreven doo-wopliedje If You See Bill. Ook was ze enige tijd leadzangeres van de rhythm-and-bluesband Steve Gibson & The Red Caps en trad ze op met de soulzangers Jerry Butler, Chuck Jackson en Gene Chandler. Ze werd opgemerkt door James Brown, op dat moment "the Godfather of Soul". Op zijn eigen label Try Me Records mocht ze de single I Cried opnemen en ze trad een jaar lang op in zijn revue. Ze kreeg met Brown een stormachtige verhouding waarbij klappen vielen en die eindigde toen ze terugvluchtte naar haar ouders in Philadelphia.

### Motown
Ze nam in 1964 voor Checker/Chess Records voor het eerst een duet op, If I Would Marry You met Jimmy Radcliffe. In 1965 trok ze de aandacht van Motown-producer Harvey Fuqua. Hij zorgde ervoor dat de baas van het Tamla Motown-label, zijn zwager Berry Gordy Jr., haar contracteerde. Die gaf haar de artiestennaam Tammi Terrell, omdat een kortere naam commercieel meer kans maakte dan Montgomery.
Als solozangeres had ze twee bescheiden hitjes in de Verenigde Staten met I Can't Believe You Love Me (1965) en Come On And See Me (1966), beide geschreven en geproduceerd door Harvey Fuqua en Johnny Bristol. Uit die periode dateren de vrijwel enige live-opnamen die van haar bekend zijn. Daarbij gaf ze treffende imitaties van zangeressen die ze als haar voorbeelden beschouwde, onder wie Ella Fitzgerald, Dinah Washington, Aretha Franklin en The Supremes (Baby Love). Toen de 16-jarige Stevie Wonder voor haar All I Do Is Think About You schreef, gaf Motown dat echter aan Brenda Holloway. Uiteindelijk werd geen van beide versies uitgebracht. Die van Terrell kwam pas in 2002 tevoorschijn, die van Holloway in 2005 (beide opgenomen met dezelfde basistape van The Funk Brothers en The Andantes).

### Marvin Gaye

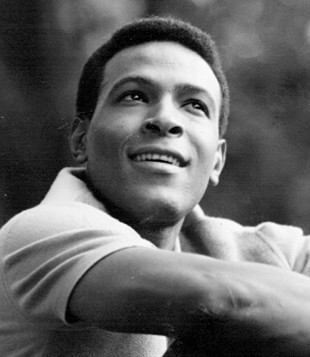
Marvin Gaye

Motown had andere plannen met Tammi Terrell dan een solocarrière. Haar grote succes kwam toen ze in 1967 duetten ging zingen met Motowns topzanger  Marvin Gaye, ook een zwager van Berry Gordy. Gaye had eerder zangduo's gevormd met Mary Wells (Once Upon A Time), Oma Heard (So Good To Be Loved By You) en Kim Weston (It Takes Two), maar alle drie hadden de platenfirma abrupt verlaten na ruzies over hun contract. Door Terrell aan hem te koppelen deed Motown, opnieuw op Fuqua's initiatief, een gouden greep.
Ze hadden aan het eind van de jaren zestig een reeks hits met gepolijste, door gospelmuziek beïnvloede rhythm-and-blues-songs over wederzijdse liefde en eeuwige trouw, die meestal door het jonge schrijversduo Nickolas Ashford & Valerie Simpson gecomponeerd en geproduceerd waren. Ze werden (anoniem) begeleid door The Funk Brothers, de vaste sessiemuzikanten van Motown, en de achtergrondzang werd meestal verzorgd door Ashford & Simpson zelf in combinatie met The Andantes en/of The Spinners. Hun eerste hitsingles met hoge posities in de Billboard Hot 100 en de R&B Charts van 1967 waren Ain't No Mountain High Enough en Your Precious Love.
Gaye en Terrell hadden al snel een hechte verstandhouding, die artistiek grote resultaten opleverde. Bij optredens wekten ze de indruk van een liefdespaar, maar hun vriendschap wordt beschreven als een soort broer-zusrelatie. Niet iedereen die hun optredens bijwoonde of sommige gepassioneerde songs beluisterde kon dat geloven, maar Marvin Gaye verzekerde later dat het om spel ging van "twee personages die van elkaar hielden als in een toneelstuk of een roman". Tijdens de succesperiode met Gaye was Terrell verwikkeld in een turbulente liefdesrelatie met David Ruffin, de leadzanger van de Temptations. Ruffin leed aan groeiende grootheidswaan, weigerde nog langer met de andere Temptations op te trekken en verplaatste zich (als hij tenminste kwam opdagen) naar de optredens in zijn eigen limousine, met Tammi Terrell aan zijn zijde. Hij vroeg haar ten huwelijk en ze stemde toe, totdat ze ontdekte dat hij al getrouwd was en kinderen had.
Ter promotie van hun eerste gezamenlijke lp United ondernamen Gaye en Terrell vanaf de zomer van 1967 een enthousiast ontvangen tournee door de Verenigde Staten. Bij de opnamen waren hun stemmen vaak apart opgenomen en later samengevoegd, maar nu kwam aan het licht hoe de zelfverzekerde performer Terrell de in aanleg verlegen Gaye kon aanvullen en inspireren. Later verklaarde hij dat hij pas toen echt merkte hoe groot haar muzikale en vocale talent was.

### Ziekte
De succesvolle optredens van het duo kregen echter reeds op 14 oktober 1967 een abrupt einde toen Tammi Terrell, die al jarenlang door zware migraineaanvallen werd geplaagd, instortte tijdens een optreden met Marvin Gaye in Hampden Sydney, Virginia. De tournee werd onderbroken en later door Gaye afgemaakt met andere zangpartners, Brenda Holloway, Barbara Randolph, Maxine Brown en de latere Marvelette Ann Bogan. Bij Tammi Terrell werd begin 1968 een astrocytoom (een kwaadaardige hersentumor) geconstateerd. Na het herstel van haar eerste operatie heeft ze door de symptomen van haar ziekte (verlammingsverschijnselen, beperkt gezichtsvermogen en geheugenverlies) nog maar één keer kunnen optreden, in Philadelphia.
Ze ging wel weer aan het werk in de opnamestudio. Van het duo verschenen in 1968 nog meer grote hits, zoals If I Could Build My Whole World Around You, Ain't Nothing Like The Real Thing en You're All I Need To Get By, die behoorden tot de laatste opnamen die ze nog heeft kunnen maken. Haar gezondheidstoestand verslechterde zo snel, dat voor hun tweede album You're All I Need noodgrepen nodig waren. De helft van het materiaal bestaat uit reeds eerder opgenomen solonummers van Tammi Terrell, waarvan met toegevoegde zang van Marvin Gaye duetten zijn gemaakt. In elk geval is op alle tracks Tammi's eigen stem te horen.
Dat is vermoedelijk niet het geval bij het derde en laatste duettenalbum Easy uit 1969. Volgens Marvin Gaye moest songwriter Valerie Simpson de meerderheid van Terrells partijen inzingen, hoewel ze onder de naam Tammi Terrell werden uitgebracht. Het gaat om tien nummers, waaronder Good Lovin' Ain't Easy, The Onion Song en California Soul, die ook succesvolle hitsingles werden. Simpson, zelf een getalenteerde zangeres, gaf een verdienstelijke Terrell-imitatie, maar haar stemgeluid was hoorbaar nasaler dan dat van Tammi zelf. Marvin Gaye had aanvankelijk gewetensbezwaren en zag het als een manier voor Berry Gordy om geld te verdienen aan Terrells ziekte, maar hij stemde in toen hem verzekerd werd dat Motown haar juist financieel ondersteunde door de credits aan haar naam te verbinden.
Valerie Simpson heeft deze gang van zaken later categorisch ontkend. Zij had de duetten wel met Gaye ingezongen, maar toen Terrell weer beschikbaar was, waren de definitieve versies volgens haar overgedubd met de stem van Tammi zelf. Daarbij gidsten Valeries opnamen haar door de muziek en teksten, die ze door haar geheugenstoornis moeilijk kon onthouden. Tammi Terrell is in het voorjaar van 1969 inderdaad van Philadelphia naar Detroit gevlogen en, in rolstoel en sterk vermagerd, in de Motown-studio gesignaleerd, aldus Louvain Demps, een van The Andantes. Desondanks vermoeden velen dat zij te zwak was om een bijdrage aan deze tien nummers te kunnen leveren. De onzekerheid over de gang van zaken is nooit geheel weggenomen. Volgens Motown-producer Johnny Bristol bevatten diverse nummers een mix van de stemmen van Simpson en Terrell, waarbij het verschil alleen zou zijn waar te nemen door iemand die beide stemmen door en door kent. In de twee resterende tracks van Easy is Tammi Terrell wel te horen. Op deze oude opnamen van haar solonummers I Can't Believe You Love Me en More, More, More is de zang van Marvin Gaye ingedubd zoals dat ook bij een deel van het tweede album gedaan was.
In januari 1969 verscheen nog het solo-album Irresistible, dat bestond uit opnamen die Terrell al vanaf 1965 voor Motown had gemaakt. Aan de promotie van deze plaat kon zij zelf niet meer deelnemen. Toch probeerde ze na de zesde hersenoperatie de draad weer op te pakken. Ze maakte weer plannen en trainde zich om controle over haar motoriek en geheugen te krijgen. Ze verloofde zich met de arts Ernest Garrett. Ze dook eind 1969 zelfs op bij een concert van Marvin Gaye in het Apollo Theater in New York. Hij brak zijn duet met Carla Thomas af en zong met Tammi hun succesnummer You're All I Need To Get By. Een staande ovatie volgde. Het werd haar laatste verschijning in het openbaar.

### Einde
Rond de jaarwisseling 1969-1970 moest ze opnieuw in het ziekenhuis worden opgenomen voor een operatie, die alleen diende om de pijn te verlichten. In totaal onderging zij in twee jaar tijd acht operaties. Motown-eigenaar Gordy nam de medische kosten voor zijn rekening, zo verklaarde Terrell zelf in haar laatste interview. Na een coma van anderhalve maand overleed Tammi Terrell in maart 1970 op 24-jarige leeftijd in een ziekenhuis in Philadelphia. Bij de uitvaartdienst in de Janes Methodist Church, dezelfde waar zij in het kerkkoor gezongen had, wilde haar moeder niemand van Motown toelaten, behalve Marvin Gaye. Hij hield, voor 3000 rouwenden in en buiten de kerk, een tranenrijke toespraak tegen de achtergrond van You're All I Need To Get By. Tammi Terrell ligt begraven op de Mount Lawn Cemetery in Sharon Hill, ook de laatste rustplaats van Bessie Smith.

## Nasleep
Haar dood was mede aanleiding voor de daaropvolgende stijlverandering bij Marvin Gaye, die zich zeer aangeslagen toonde en zich een tijdlang uit de belangstelling terugtrok. In 1971 sloeg hij met het introspectieve What's Going On nieuwe wegen in. Volgens sommige commentatoren is het verwerkingsproces van Tammi Terrells dood het eigenlijke onderwerp van dit vernieuwende album, waarvan de thematiek overigens verder reikt dan persoonlijk leed. Hij zwoer nooit meer duetten te zullen zingen, omdat hij ongeluk bracht over zijn zangpartners. Naast Tammi's lot hadden de carrières van Mary Wells en Kim Weston zich nooit hersteld van de breuk met Motown. Toch nam hij in 1973 met Diana Ross het commercieel succesvolle album Diana & Marvin op. De samenwerking bij de opnames verliep niet probleemloos.

## Over Tammi Terrell
In de roman Number One With A Bullet (1974) beschrijft Elaine Jesmer, een vertrouwelinge van Marvin Gaye, een personage dat sterk op Tammi Terrell gebaseerd lijkt te zijn. Uit dit boek komt de suggestie dat David Ruffin verantwoordelijk zou zijn geweest voor Terrells hersenaandoening door met een hamer op haar hoofd te slaan. Het fictieve verhaal is sindsdien afdoende ontkracht: een hersentumor kan niet door hoofdletsel zijn veroorzaakt. Wel staat vast dat Ruffin en Terrell elkaar een aantal malen flink hebben afgetuigd.
In 2005 verscheen van de hand van haar jongere zuster Ludie Montgomery de biografie My Sister Tommie - The Real Tammi Terrell. Daarin wordt onder meer beschreven dat Tommie Montgomery reeds als elfjarige het slachtoffer was van seksueel geweld. Het trauma veranderde haar gedrag. Ook van James Brown en David Ruffin, met wie ze heftige ruzies uitvocht, zou zij geweld hebben ondervonden. Gene Chandler had haar geholpen om weg te vluchten van James Brown naar haar ouders. Nadat David Ruffin haar een huwelijksaanzoek had gedaan, kwam ze erachter dat hij al getrouwd was en kinderen had. Tijdens een van hun knetterende ruzies had hij, niet met een hamer maar wel met zijn motorhelm, de zijkant van haar hoofd geraakt, maar haar hoofdpijnen en hersentumor waren volgens Ludie Montgomery niet daardoor veroorzaakt. Eerder al was een veelbelovende liefdesverhouding die had kunnen ontstaan met Sam Cooke in de kiem gesmoord door diens plotselinge dood in december 1964. Met Marvin Gaye, die getrouwd was met de oudere zuster van Motown-baas Berry Gordy, was Tammi's verhouding altijd vriendschappelijk gebleven, waarbij zij elkaar zeer na stonden.
Het boek behandelt het verloop van haar ziekte vanuit het perspectief van haar familie en besteedt ook aandacht aan de onderlinge verhoudingen binnen de 'Motown-familie' in 'Hitsville USA' in Detroit. In tegenstelling tot wat zij zelf gezegd had in haar laatste interview, had de familie Montgomery geen prettige herinneringen aan de houding van Motown. Ludie Montgomery benadrukt de positieve instelling van haar zuster, die tot het laatst toe bleef geloven in haar herstel, al kwam dat ook doordat haar artsen haar niet alles vertelden. Dit laatste werd na de verschijning van het boek toegegeven door de hersenchirurg Richard Harner, die haar geopereerd had in het Graduate Hospital in Philadelphia.

## Discografie
Cd-heruitgaven en latere compilaties zijn niet genoemd.

### Albums

#### Solo
- 1967: The Early Show (Wand WDM682)
  - één kant van Tammi Terrell en één kant van Chuck Jackson
- Januari 1969: Irresistible (Motown M652)

#### Met Marvin Gaye
- Augustus 1967: United (Tamla T277)
- Augustus 1968: You're All I Need (Tamla T286)
  - zes van de twaalf tracks zijn bestaande solonummers van Terrell met Gaye overdubs
- September 1969: Easy (Tamla T294)
  - tien tracks zijn vermoedelijk ingezongen door Valerie Simpson, twee tracks zijn bestaande solonummers van Terrell met Gaye overdubs
- Juli 1970: Marvin Gaye & Tammi Terrell Greatest Hits (Motown M5-225V1)
  - postuum verzamelalbum

### Singles

#### Solo
Tammy Montgomery
- 1961: "If You See Bill" / "It's Mine" (Scepter 1224)
- 1962: "Voice Of Experience" / "I Want'cha To Be True" (Wand 123)
- 1963: "If You Don't Think" / "I Cried" (Try Me 28001) #99 US
- 1964: "If I Would Marry You" (met Jimmy Radcliffe) / "I Want'cha To Be True" (Checker 1072)

Tammi Terrell
- November 1965: "I Can't Believe You Love Me" / "Hold Me Oh My Darlin" (Motown 1086) #72 US
- April 1966: "Come On and See Me" / "Baby Don'tcha Worry" (Motown 1095) #80 US
- 1967: "What A Good Man He Is" / "There Are Things" (Motown 1115)
- 1968: "This Old Heart Of Mine (Is Weak For You)"  / "Just Too Much To Hope For" (Motown 1138) #67 US

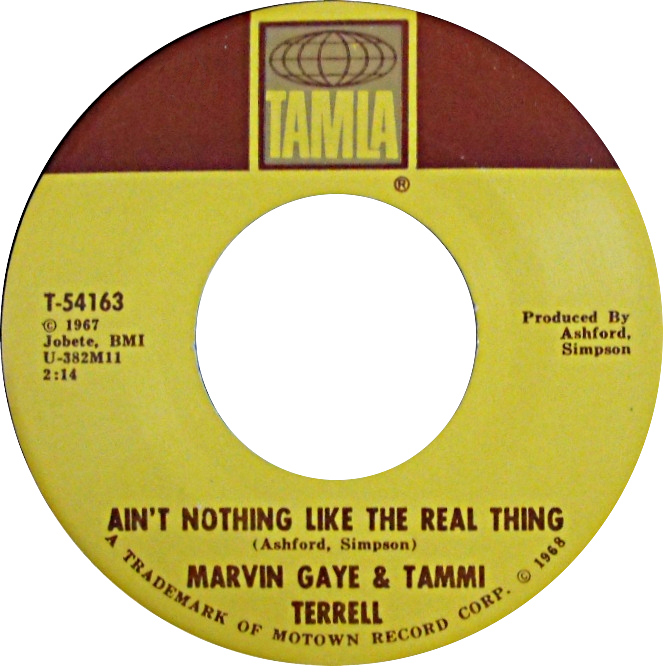
Ain't Nothing Like the Real Thing, single, 1967.

#### Met Marvin Gaye
- 20-04-1967: "Ain't No Mountain High Enough" #19 US / "Give A Little Love" (Tamla 54119)
- 22-08-1967: "Your Precious Love" #5 US / "Hold Me Oh My Darling" (Tamla 54156)
- 28-03-1968: "If I Could Build My Whole World Around You" #10 US / "If This World Were Mine" #68 US (Tamla 54161)
- 28-03-1968: "Ain't Nothing Like the Real Thing" #8 US / "Little Ole Girl, Little Ole Boy" (Tamla 54163)
- 09-07-1968: "You're All I Need to Get By" #7 US / "Two Can Have A Party" (Tamla 54169)
- 24-09-1968: "Keep On Lovin' Me, Honey" #24 US / "You Ain't Livin' Till You're Lovin" (Tamla 54173)

Mogelijk Valerie Simpson, toegeschreven aan Tammi Terrell
- 14-01-1969: "Good Lovin' Ain't Easy to Come By" #30 US / "Satisfied Feeling" (Tamla 54179)
- 06-11-1969: "What You Gave Me" #49 US / "How You Gonna Keep It" (Tamla 54187)
- 20-03-1970: "The Onion Song" #50 US / "California Soul" #56 US (Tamla 54192)

### NPO Radio 2 Top 2000
| Nummer met noteringen in de NPO Radio 2 Top 2000 | '15  | '16 | '17  | '18  | '19  | '20  | '21  | '22  | '23  | '24  |
| ------------------------------------------------ | ---- | --- | ---- | ---- | ---- | ---- | ---- | ---- | ---- | ---- |
| Ain't No Mountain High Enough (met Marvin Gaye)  | 1878 | -   | 1831 | 1314 | 1459 | 1418 | 1667 | 1876 | 1721 | 1799 |

1. ↑  Een '-' betekent dat het nummer niet was genoteerd en een vetgedrukt getal geeft de hoogste notering aan.
2. ↑  2015 was het eerste jaar met een notering voor dit nummer.